# Grupo Académico da Juventude de Alcochete
O Grupo Académico da Juventude de Alcochete , Associação Desportiva de Utilidade Pública, está sedeado em  Alcochete, distrito de Setúbal e funciona enquanto Associação desde 1 de Outubro de 1965, ano em que foi fundado, na altura sob a designação de "Clube de Futebol da 5ª e 6ª Classes". A ideia partiu de alguns dos alunos que frequentavam essas mesmas turmas, com o objetivo de formar uma equipa de futebol, que pudesse participar em torneios com outras escolas da região.
Anos mais tarde surgem novas convicções e o Clube adopta o nome de "Grupo Académico Juventude da Casa do Povo de Alcochete", fruto duma relação estreita com a Casa do Povo de Alcochete, ligação esta que viria a marcar a atitude e cultura do Clube no período pós-25 de Abril.
Finalmente em Junho de 1977 o Clube adoptou o nome que ainda hoje utiliza, Grupo Académico da Juventude de Alcochete, adoptado depois de um desentendimento com a Casa do Povo local, o que forçou também a mudança de instalações.
A 29 de Setembro de 1979 o Académico Alcochete foi reconhecido como Instituição de Utilidade Pública, pelo então Primeiro-Ministro, Prof. Dr. Carlos Alberto Mota Pinto, estatuto conseguido pelo vasto trabalho do Clube junto da comunidade, em especial dos jovens.
Em 2003, e após duro esforço, o Clube obteve o Estatuto de Mecenato ao abrigo do Decreto-lei n°.74/99 de 16 de Março, facto que foi considerado uma importante mais valia, tendo em conta que alarga as possibilidades do Académico Alcochete, no que respeita à angariação de mecenas, resultante em encaixe financeiro para o Clube.
O Grupo Académico da Juventude de Alcochete , teve uma secção de Hóquei em Patins nas épocas de 1976/1977 e 1977/1978 a jogar na III Divisão e treinado pelo campeão do Mundo , Vitor Manuel Piedade Domingos .